# Castillo de Caldaloba
El castillo de Caldaloba, también conocido como Torre de Caldaloba, son los restos de una antigua fortaleza de origen medieval, situado en la localidad de Cospeito (provincia de Lugo, España). Esta edificación está considerada desde el año 1994 como un Bien de Interés Cultural dentro del catálogo de monumentos del patrimonio histórico de España.